# Kasganj
Kasganj é uma cidade  no distrito de Etah, no estado indiano de Uttar Pradesh.

## Geografia
Kasganj está localizada a 27° 49′ N, 78° 39′ L. Tem uma altitude média de 177 metros (580 pés).

## Demografia
Segundo o censo de 2001, Kasganj tinha uma população de 92,485 habitantes. Os indivíduos do sexo masculino constituem 53% da população e os do sexo feminino 47%. Kasganj tem uma taxa de literacia de 61%, superior à média nacional de 59.5%: a literacia no sexo masculino é de 67% e no sexo feminino é de 55%. Em Kasganj, 15% da população está abaixo dos 6 anos de idade.